# テクノUMG
テクノUMG株式会社（テクノユーエムジー、Techno-UMG Co., Ltd.）は、東京都港区に本社を置く日本の化学メーカー。
2018年4月に合成ゴム大手JSRの完全子会社であったテクノポリマーと、宇部興産（現・UBE）及び三菱ケミカルの合弁企業・UMG ABSが事業統合して設立。主にABS樹脂を中心とした各種スチレン系樹脂を製造している。

## 概要
- 国内向けABSシェア1位（2020年4月現在）。
- 設備能力 - 400,000t（ABS）
- 研究・開発・製造拠点 - 三重県四日市市、、広島県大竹市（製造拠点のみ）、山口県宇部市
- 国内販売拠点 - 本社（東京都港区）、名古屋支店（愛知県名古屋市中村区）、大阪支店（大阪府大阪市西区）
- 海外販売拠点 - アメリカ（シンシナティ、デトロイト）、ドイツ（デュッセルドルフ）、中国（香港、上海、広州）、タイ（バンコク）

## 事業内容
- スチレン系樹脂（ABS・AS・AES・ASAその他ポリマーアロイ）の製造、加工、販売
- スチレン系樹脂（ABS・AS・AES・ASAその他ポリマーアロイ）の研究開発
- テクニカルサービス

## 沿革
- 1961年（昭和36年）- 三菱モンサント化成（三菱ケミカルの前身「三菱化成工業」と米・モンサントの合弁会社）にてAS樹脂生産開始（四日市）。
- 1963年（昭和38年）- 宇部興産（現・UBE）とボルグワーナー・ケミカルズとの合弁により宇部サイコン株式会社設立。
- 1966年（昭和41年）
  - 三菱モンサント化成にてABS樹脂生産開始（四日市）。
  - 日本合成ゴム（現・JSR）にてABS樹脂生産開始。
- 1967年（昭和42年）- 三菱レイヨン（現・三菱ケミカル）が日東化学工業よりABS樹脂事業を継承。
- 1988年（昭和63年）- ゼネラル・エレクトリックがボルグワーナー・ケミカルズを買収。
- 1994年（平成6年）- 三菱モンサント化成より、米・モンサントが資本撤収し、その後三菱化学（現・三菱ケミカル）の合成樹脂部門に統合。
- 1996年（平成8年）- 日本合成ゴム株式会社と三菱化学の共同出資により、テクノポリマー株式会社設立。
- 2002年（平成14年）
  - テクノポリマーが鐘淵化学工業（現・カネカ）より耐熱ABS樹脂（MUH）事業を譲受。
  - 宇部サイコンと三菱レイヨンABS樹脂事業部が統合し、UMG ABS株式会社設立。
- 2005年（平成17年）- UMG ABSが日立化成工業（現・レゾナック）からASA樹脂事業を譲受。
- 2009年（平成21年）- 三菱化学の事業撤退（株式譲渡）により、JSRがテクノポリマーを完全子会社化。
- 2018年（平成30年）- 経営統合により、テクノポリマーがUMG ABSを吸収合併し、テクノUMG株式会社設立。